# August Geitel
Carl August Gottfried Geitel (* 7. Januar 1776 in Braunschweig; † 10. Juni 1832 in Wolfenbüttel) war ein deutscher Hofrat und Schriftsteller.

## Leben
August Geitel wurde 1776 in Braunschweig als Sohn eines Hauptmanns geboren. Er besuchte ab 1793 das Collegium Carolinum in seiner Heimatstadt und studierte anschließend ab Mai 1794 Rechtswissenschaft in Helmstedt und Göttingen. Er arbeitete nachfolgend als Hofsekretär im braunschweigischen Staatsdienst. Zur Zeit des Königreichs Westphalen war er von 1808 bis 1813 als Sekretär der Mairie Braunschweig, anschließend als Stadtgerichtsassessor tätig. Er wurde 1824 Hofrat am Landgericht in Wolfenbüttel.

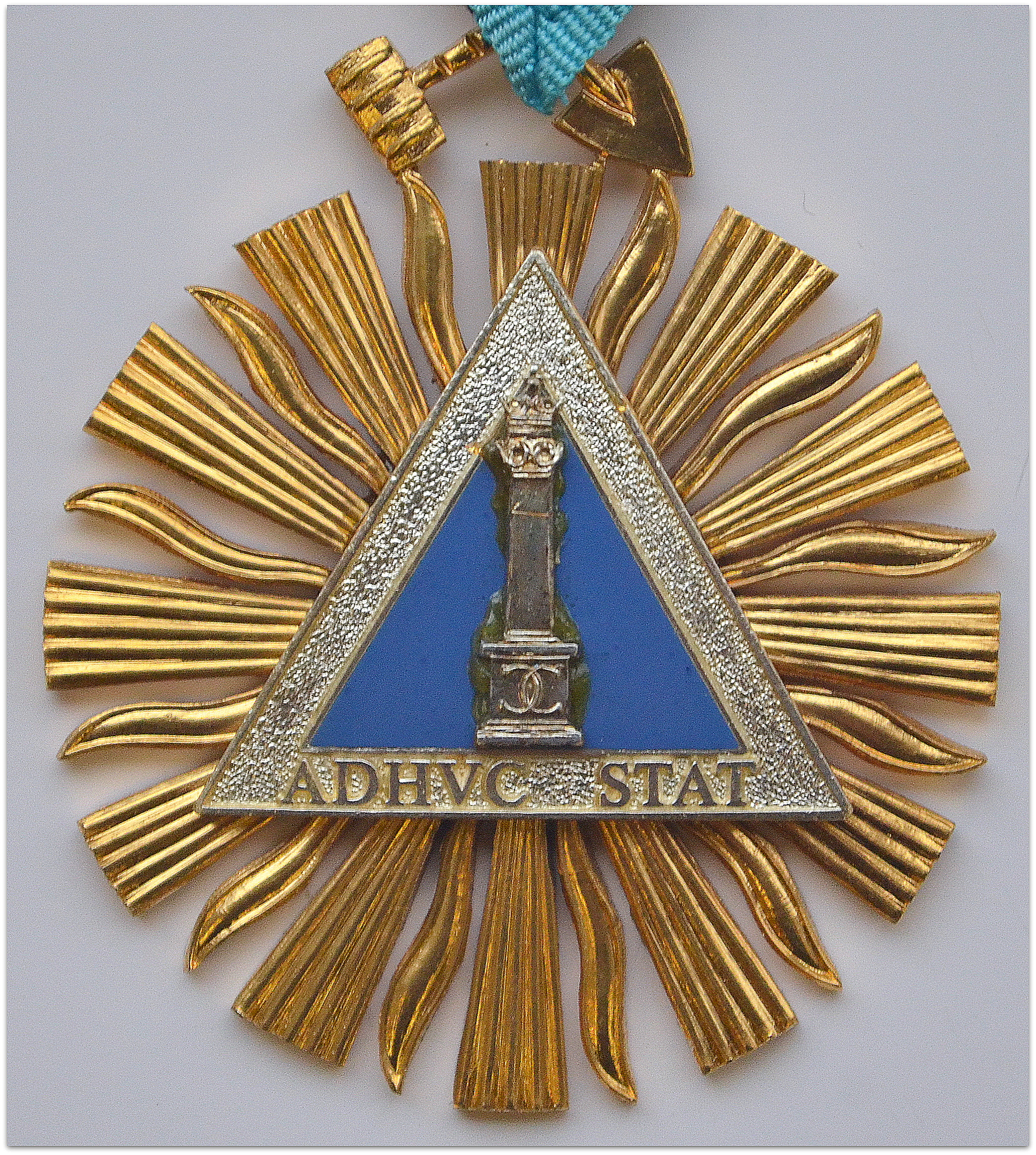
Bijou Carls zur gekrönten Säule

Geitel war in der Braunschweiger Freimaurerloge Carl zur gekrönten Säule aktiv, deren Meister vom Stuhl er von 1809 bis 1813 war. Er verfasste Gelegenheitsdichtungen zu besonderen freimaurerischen Anlässen.
Er ist Autor weiterer Gelegenheitsdichtungen zum Lobe der Herzöge, insbesondere des Schwarzen Herzogs, und zu weiteren Anlässen. Als sein wichtigstes Werk wird die Epopöe Destadiade angesehen, in der symbolisch gestaltet eine Jagd der Familie von Veltheim dargestellt wird. Dieses in der Tradition Justus Friedrich Wilhelm Zachariaes stehende Werk „kann als ein poetischer Beitrag Braunschweigs zur Landleben-Dichtung im frühen 19. Jh. gewertet werden.“
August Geitel starb 1832 im Alter von 56 Jahren in Wolfenbüttel. Er ist der Vater des Forstmeisters Karl Geitel und Großvater des Physikers Hans Geitel.

## Schriften (Auswahl)
- Dem regierenden Herzog Friedrich Wilhelm am 22. Dezember 1813, am Tage der Ankunft in Braunschweig, o. J.
- Marschgesang für die Herzoglich Braunschweigischen Truppen, 1814.
- Das Lied des Ruhms, 1814.
- Denksprüche und Trinksprüche zur Feier des Siegs bei Leipzig auf dem Schützenhause vor Braunschweig, 1815.
- Beiträge zur Todtenfeier des Durchlauchtigsten Herzogs Friedrich Wilhelm in der Freimaurerloge Carl zur gekrönten Säule in Braunschweig, o. J. (1815).
- Empfindungen am Grabe unsers geliebten Freundes J. G. C. Röpcke, 1818.
- Die Destadiade in vier Gesängen, Vieweg, Braunschweig 1824. (Digitalisat)
- Gesuch der Bekenner des jüdischen Glaubens im Herzogthum Braunschweig an Se. Hochfürstliche Durchlaucht den regierenden Herrn Herzog Wilhelm von Braunschweig-Lüneburg um gnädigste Verleihung voller bürgerlicher Rechte., 1831.